# Pugno di ferro (film 1936)
Pugno di ferro (Great Guy) è un film del 1936 diretto da John G. Blystone. La sceneggiatura si basa sulle storie Full Measure, Johnny Cave Goes Subtle e Larceny on the Right di Edward Grant pubblicate su The Saturday Evening Post il 24 giugno 1933, il 17 marzo e il 1º settembre 1934.

## Trama
Johnny Cave è un ex pugile capo del dipartimento di pesi e misure, che si trova a dover far i conti con una truffa colossale organizzata dal sindaco e altri uomini in vista che truffano la società.

## Produzione
Il film fu prodotto dalla Zion Meyers Productions e le riprese cominciarono nell'ottobre 1936 ai RKO Pathé Studios.

## Distribuzione
Distribuito dalla Grand National Pictures, il film uscì nelle sale cinematografiche USA nel dicembre 1936.